# Warvillers
Warvillers est une commune française située dans le département de la Somme, en région Hauts-de-France.

## Géographie

### Localisation
Village picard rural du Santerre, situé à 35 km d'Amiens par la route, 4 km de Rosières (7 min) et 19 km de Montdidier (24 min).

### Hameaux et écarts
En 1899, la commune comprend un écart, le Moulin, qui n'est alors qu'une ferme de 5 habitants.

### Géologie et relief
Le sol communal est de formation tertiaire. Sous la couche végétale de 20 cm d'épaisseur en moyenne, se trouvent la couche d'argile du limon des plateaux et la marne calcaire.
Le territoire est absolument plat, d'une altitude moyenne relevée chemin de Rouvroy d'environ 96 m.

### Hydrographie
La commune est située dans le bassin Artois-Picardie. Elle n'est drainée par aucun cours d'eau.

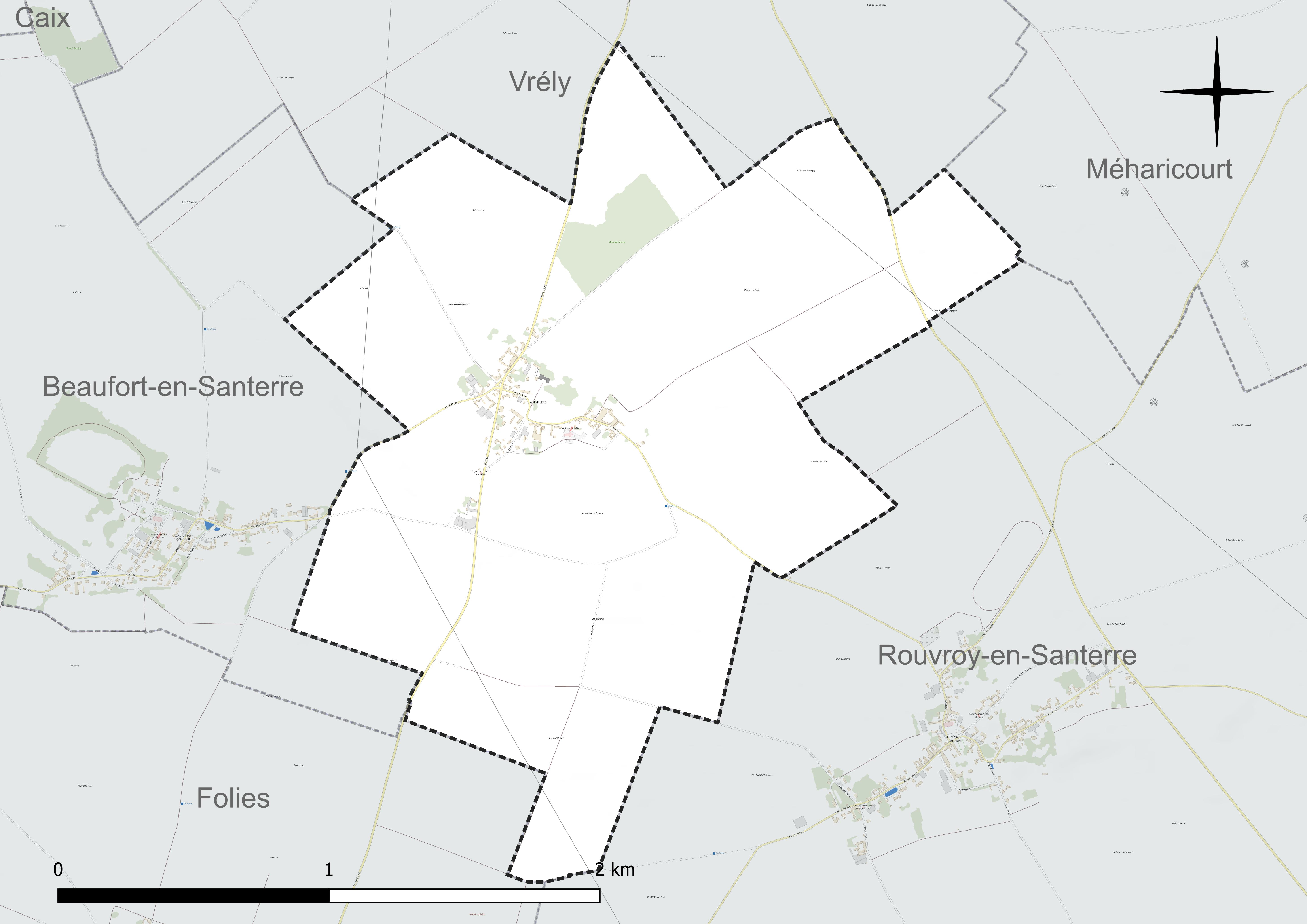
Réseau hydrographique de Warvillers.

### Climat
Pour des articles plus généraux, voir Climat des Hauts-de-France et Climat de la Somme.
En 2010, le climat de la commune est de type climat océanique dégradé des plaines du Centre et du Nord, selon une étude du CNRS s'appuyant sur une série de données couvrant la période 1971-2000. En 2020, Météo-France publie une typologie des climats de la France métropolitaine dans laquelle la commune est exposée à un climat océanique et est dans la région climatique Nord-est du bassin Parisien, caractérisée par un ensoleillement médiocre, une pluviométrie moyenne régulièrement répartie au cours de l'année et un hiver froid (3 °C).
Pour la période 1971-2000, la température annuelle moyenne est de 10,3 °C, avec une amplitude thermique annuelle de 14,5 °C. Le cumul annuel moyen de précipitations est de 717 mm, avec 11 jours de précipitations en janvier et 8,6 jours en juillet. Pour la période 1991-2020, la température moyenne annuelle observée sur la station météorologique la plus proche, située sur la commune de Rouvroy-en-Santerre à 2 km à vol d'oiseau, est de 10,8 °C et le cumul annuel moyen de précipitations est de 635,8 mm,. Pour l'avenir, les paramètres climatiques de la commune estimés pour 2050 selon différents scénarios d'émission de gaz à effet de serre sont consultables sur un site dédié publié par Météo-France en novembre 2022.
| Mois                                  | jan.           | fév.           | mars           | avril         | mai             | juin          | jui.          | août          | sep.          | oct.          | nov.            | déc.           | année      |
| ------------------------------------- | -------------- | -------------- | -------------- | ------------- | --------------- | ------------- | ------------- | ------------- | ------------- | ------------- | --------------- | -------------- | ---------- |
| Température minimale moyenne (°C)     | 1,4            | 1,7            | 3,1            | 4,4           | 8               | 10,6          | 12,3          | 12,3          | 9,8           | 7,5           | 4,1             | 2              | 6,4        |
| Température moyenne (°C)              | 3,8            | 4,6            | 7,2            | 9,8           | 13,3            | 16,2          | 18,3          | 18,4          | 15,1          | 11,5          | 7,1             | 4,4            | 10,8       |
| Température maximale moyenne (°C)     | 6,2            | 7,5            | 11,2           | 15,2          | 18,5            | 21,8          | 24,3          | 24,4          | 20,5          | 15,6          | 10,1            | 6,7            | 15,2       |
| Record de froid (°C) date du record   | −17,5 07.01.09 | −11,6 12.02.12 | −12,5 13.03.13 | −4,8 08.04.03 | −2,3 05.05.1996 | 2,2 05.06.12  | 2,8 03.07.11  | 3,7 02.08.15  | −0,9 25.09.03 | −6,1 24.10.03 | −9,2 24.11.1998 | −14,4 18.12.10 | −17,5 2009 |
| Record de chaleur (°C) date du record | 14,9 09.01.15  | 18 24.02.21    | 24,4 31.03.21  | 27,2 15.04.07 | 30,2 27.05.05   | 35,3 18.06.22 | 41,6 25.07.19 | 39,1 12.08.03 | 34,2 09.09.23 | 28,1 01.10.11 | 19,9 06.11.18   | 16,2 07.12.00  | 41,6 2019  |
| Précipitations (mm)                   | 45,6           | 43             | 44,1           | 39,4          | 61,3            | 55,3          | 63,8          | 62,4          | 45,1          | 58,1          | 52,4            | 65,3           | 635,8      |

## Urbanisme

### Typologie
Au 1er janvier 2024, Warvillers est catégorisée commune rurale à habitat dispersé, selon la nouvelle grille communale de densité à sept niveaux définie par l'Insee en 2022.
Elle est située hors unité urbaine et hors attraction des villes,.

### Occupation des sols
L'occupation des sols de la commune, telle qu'elle ressort de la base de données européenne d'occupation biophysique des sols Corine Land Cover (CLC), est marquée par l'importance des territoires agricoles (93,8 % en 2018), une proportion identique à celle de 1990 (93,8 %). La répartition détaillée en 2018 est la suivante : 
terres arables (93,8 %), zones urbanisées (6,2 %). L'évolution de l'occupation des sols de la commune et de ses infrastructures peut être observée sur les différentes représentations cartographiques du territoire : la carte de Cassini (XVIIIe siècle), la carte d'état-major (1820-1866) et les cartes ou photos aériennes de l'IGN pour la période actuelle (1950 à aujourd'hui).

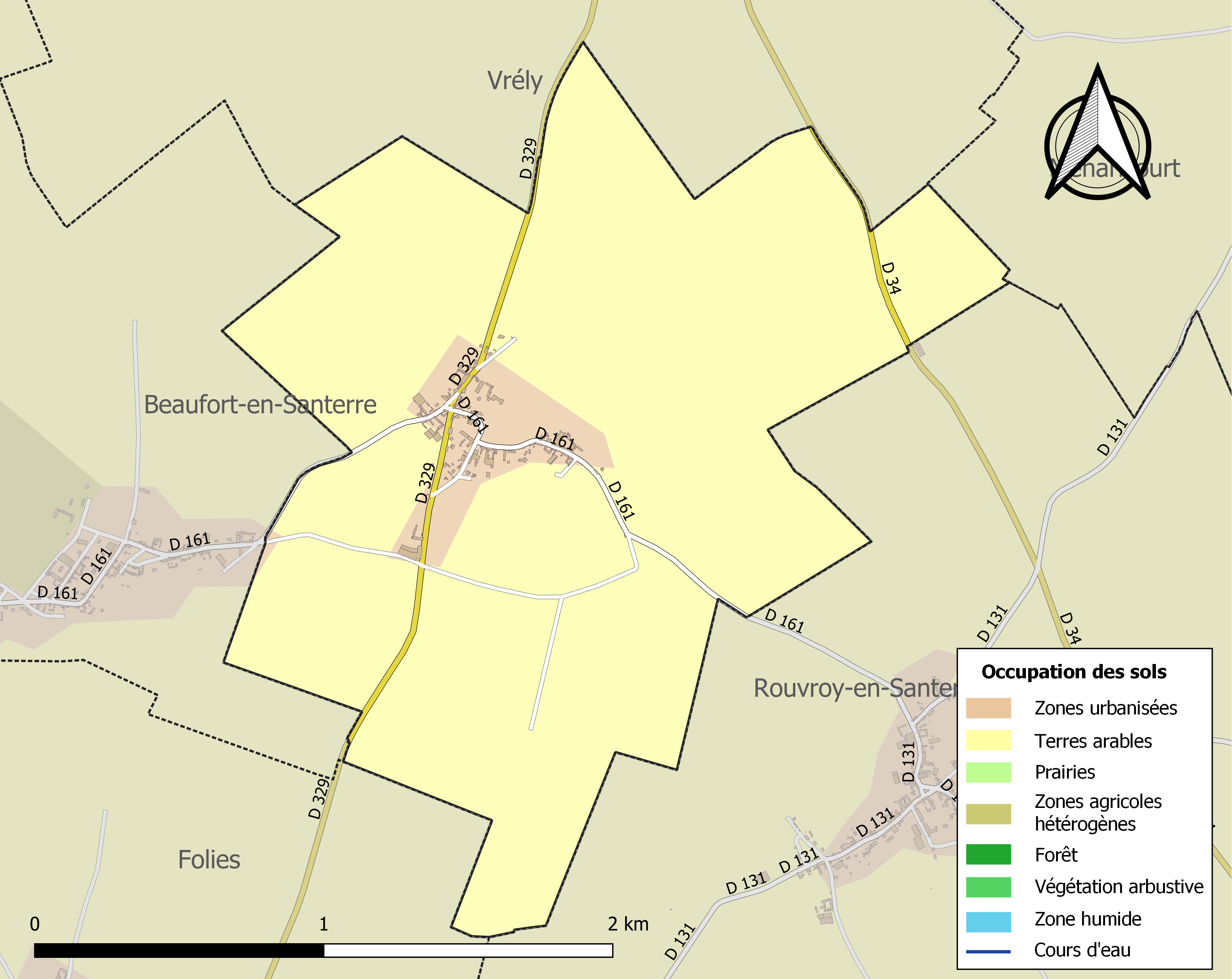
Carte des infrastructures et de l'occupation des sols de la commune en 2018 (CLC).

### Voies de communication et transports

#### Réseau routier
Le village est desservi par l'ancienne route nationale 329 (actuelle RD 329 - route Montdidier - Albert).

## Toponymie
Wavillers et Wavilla sont relevés en 1214 dans un registre de Philippe-Auguste. Marguerite de Warviller est citée en 1226 selon M. Cocheris.
Wavilla, Warviller, signifierait demeure, habitation de la sentinelle, du poste de guerre. Warvillers aurait été un poste avancé d'observation pour le château de Beaufort.

## Histoire
L'existence d'une église est attestée dès 1150.
Le lieu fut qualifié de cité à partir du XIIIe siècle. 1214 est la date la plus ancienne où le nom de « Wavillers » apparaît. Il s'agissait d'une seigneurie relevant alors de la châtellenie de Beaufort (aujourd'hui Beaufort-en-Santerre).
Le premier seigneur connu, Fulcon de Warvillers, est homme-lige de Philippe-Auguste.
Aux XVIe et XVIIe siècles, la seigneurie est aux mains de la famille Louvel.
Le village traversa la période agitée (jusqu'au XVIIe siècle) que connut la Picardie (guerre de Cent Ans, guerre de Trente Ans) et fut notamment ravagé autant par les armées de Condé que par celles de Turenne lors du siège de Roye en 1653.
Pendant la Terreur, en 1793, Marie Louvel, marquis de Warvillers, est emprisonné à Amiens avec sa famille. Il est libéré grâce aux habitants du village.
Pendant la guerre franco-allemande de 1870, le comte de Louvel-Lupel se distingue comme capitaine des gardes mobiles dans l'Yonne. Ses descendants possèdent toujours le château à la fin du XIXe siècle.
Le village se trouvait dans la zone des combats de la Première Guerre mondiale et a été presque totalement détruit en 1918. Il a été décoré de la croix de guerre 1914-1918 le 3 novembre 1920. Il ne comporte toutefois aucun monument aux morts, car même si les familles ont été touchées, aucun habitant du village n'a été compté comme « mort pour la France ».
Le village, totalement tourné vers l'agriculture, a longtemps vu la famille de Lupel animer sa vie : notamment au XIXe siècle, le transept construit dans l'église lui est dédié (chapelle côté droit). Résidant au château jusque dans les années 1950, son retrait (avec la vente du château) marque l'avènement des familles de grandes exploitations agricoles jusqu'à ce jour.

## Politique et administration

### Rattachement administratifs et électoraux
La commune se trouvait de 1793 à 2016 dans l'arrondissement de Montdidier du département de la Somme. Par arrêté préfectoral du 27 décembre 2016, la commune en est détachée le 1er janvier 2017 pour intégrer l'arrondissement de Péronne. Pour l'élection des députés, elle fait partie depuis 1958 de la cinquième circonscription de la Somme.
Elle faisait partie depuis 1793 du canton de Rosières-en-Santerre. Dans le cadre du redécoupage cantonal de 2014 en France, la commune est intégrée au canton de Moreuil.

### Intercommunalité
La commune faisait partie de la communauté de communes du Santerre créée le 31 décembre 1993.
Dans le cadre des dispositions de la loi portant nouvelle organisation territoriale de la République du 7 août 2015, qui prévoit que les établissements publics de coopération intercommunale (EPCI) à fiscalité propre doivent avoir un minimum de 15 000 habitants, la préfète de la Somme propose en octobre 2015 un projet de nouveau schéma départemental de coopération intercommunale (SDCI) qui prévoit la réduction de 28 à 16 du nombre des intercommunalités à fiscalité propre du département.
Le projet préfectoral prévoit la « fusion des communautés de communes de Haute Picardie et du Santerre », le nouvel ensemble de 17 954 habitants regroupant 46 communes,,. À la suite de l'avis favorable de la commission départementale de coopération intercommunale en janvier 2016, la préfecture sollicite l'avis formel des conseils municipaux et communautaires concernés en vue de la mise en œuvre de la fusion le 1er janvier 2017.
Cette procédure aboutit à la création au 1er janvier 2017 de la communauté de communes Terre de Picardie, dont la commune est désormais membre.

### Liste des maires
| Période                                  | Période                     | Identité                  | Étiquette | Qualité                                            |
| ---------------------------------------- | --------------------------- | ------------------------- | --------- | -------------------------------------------------- |
| Les données manquantes sont à compléter. |                             |                           |           |                                                    |
| 1935                                     | 1971                        | Paul Fournet              |           |                                                    |
| 1971                                     | 1995                        | Bernard de Lamarliere     |           |                                                    |
| Les données manquantes sont à compléter. |                             |                           |           |                                                    |
| mars 2001                                | 2008                        | Monique Dubois            |           |                                                    |
| mars 2008                                | 2014                        | Xavier Decherf            |           |                                                    |
| 2014                                     | En cours (au 1er juin 2020) | Jean Geneau de Lamarlière |           | Exploitant agricole Réélu pour le mandat 2020-2026 |

## Population et société

### Démographie
L'évolution du nombre d'habitants est connue à travers les recensements de la population effectués dans la commune depuis 1793. Pour les communes de moins de 10 000 habitants, une enquête de recensement portant sur toute la population est réalisée tous les cinq ans, les populations de référence des années intermédiaires étant quant à elles estimées par interpolation ou extrapolation. Pour la commune, le premier recensement exhaustif entrant dans le cadre du nouveau dispositif a été réalisé en 2005.

En 2022, la commune comptait 122 habitants, en évolution de −17,01 % par rapport à 2016 (Somme : −1,26 %, France hors Mayotte : +2,11 %).
| 1793 | 1800 | 1806 | 1821 | 1831 | 1836 | 1841 | 1846 | 1851 |
| ---- | ---- | ---- | ---- | ---- | ---- | ---- | ---- | ---- |
| 298  | 291  | 335  | 300  | 309  | 328  | 315  | 297  | 275  |

| 1856 | 1861 | 1866 | 1872 | 1876 | 1881 | 1886 | 1891 | 1896 |
| ---- | ---- | ---- | ---- | ---- | ---- | ---- | ---- | ---- |
| 274  | 269  | 266  | 256  | 258  | 242  | 239  | 214  | 215  |

| 1901 | 1906 | 1911 | 1921 | 1926 | 1931 | 1936 | 1946 | 1954 |
| ---- | ---- | ---- | ---- | ---- | ---- | ---- | ---- | ---- |
| 188  | 201  | 192  | 116  | 141  | 134  | 131  | 124  | 108  |

| 1962 | 1968 | 1975 | 1982 | 1990 | 1999 | 2005 | 2006 | 2010 |
| ---- | ---- | ---- | ---- | ---- | ---- | ---- | ---- | ---- |
| 105  | 103  | 108  | 72   | 86   | 104  | 118  | 121  | 135  |

| 2015 | 2020 | 2022 | - | - | - | - | - | - |
| ---- | ---- | ---- | - | - | - | - | - | - |
| 147  | 126  | 122  | - | - | - | - | - | - |

Le vieillissement et l'émigration vers les cités (lieux d'emploi) provoquent une baisse de population (1975 - 1990 : problème de la désertification des campagnes) jusqu'à l'explosion du phénomène de « rurbanisation » - ici lié à la proximité d'Amiens et aux facilités de circulation - qui ont provoqué une immigration importante de population citadine en quête d'habitat moins onéreux qu'en ville. À compter de 1999, ce phénomène va enclencher la réouverture et la rénovation de l'habitat existant, mais également la construction de maisons neuves, comme dans la plupart des communes de la région, la population retrouvant son niveau le plus élevé depuis la fin de la Seconde Guerre mondiale.

### Enseignement
Les communes de Bouchoir, Le Quesnel, Warvillers, Beaufort et Folies se sont organisées en regroupement pédagogique intercommunal (RPI) pour la gestion de l'enseignement primaire local.

## Culture locale et patrimoine

### Lieux et monuments
- L'église Saint-Martin est reconstruite au XVIIIe siècle. Son transept a été ajouté au XIXe siècle[34],[35]. La chapelle intérieure, dédiée à la famille de Lupel, a été restaurée après la Première Guerre mondiale. Elle a gardé son appareillage de pierre et de brique. Le  transept  est en brique, le clocher est couvert d'ardoise.

- Le château de Warvillers date de 1696. Il est de petite taille et comporte un étage de huit fenêtres et trois chiens-assis sur toit. Le corps principal est constitué de brique et pierre. Deux dépendances s'ajoutent à la construction principale (fronton sur entrée en demi-lune, sculptures). Le mur d'enceinte a été élevé en pierre avec parement de briques. Une butte se trouve à côté du château et pourrait correspondre à une ancienne motte castrale (butte artificielle sur laquelle se trouvait une tour de défense - souvent en bois) ce qui serait logique, compte tenu de l'appartenance du village à la châtellenie de Beaufort, située à 4 km de là, en léger creux par rapport à Warvillers.
- La rumeur chez les anciens fait état d'un souterrain reliant Warvillers à Beaufort. Son existence aurait été relevée par des affaissements de terrain dans des jardins mettant au jour un ouvrage maçonné (couloir) dont l'axe était justement celui des deux villages.
- La chapelle de Warvillers se trouve sur la RD 329, route de Folies. De type gothique, datant de 1872, elle est dédiée à Notre-Dame de Lourdes. Sur le pignon, une ancre marine, une croix et un cœur sont gravés dans un trilobe[36].
- Le cimetière canadien de Warvillers est de petite taille. En ce lieu sont regroupés les corps de soldats disparus le même jour et au même endroit, à la suite de l'explosion d'un dépôt de munitions (à proximité de Warvillers)[37],[38].

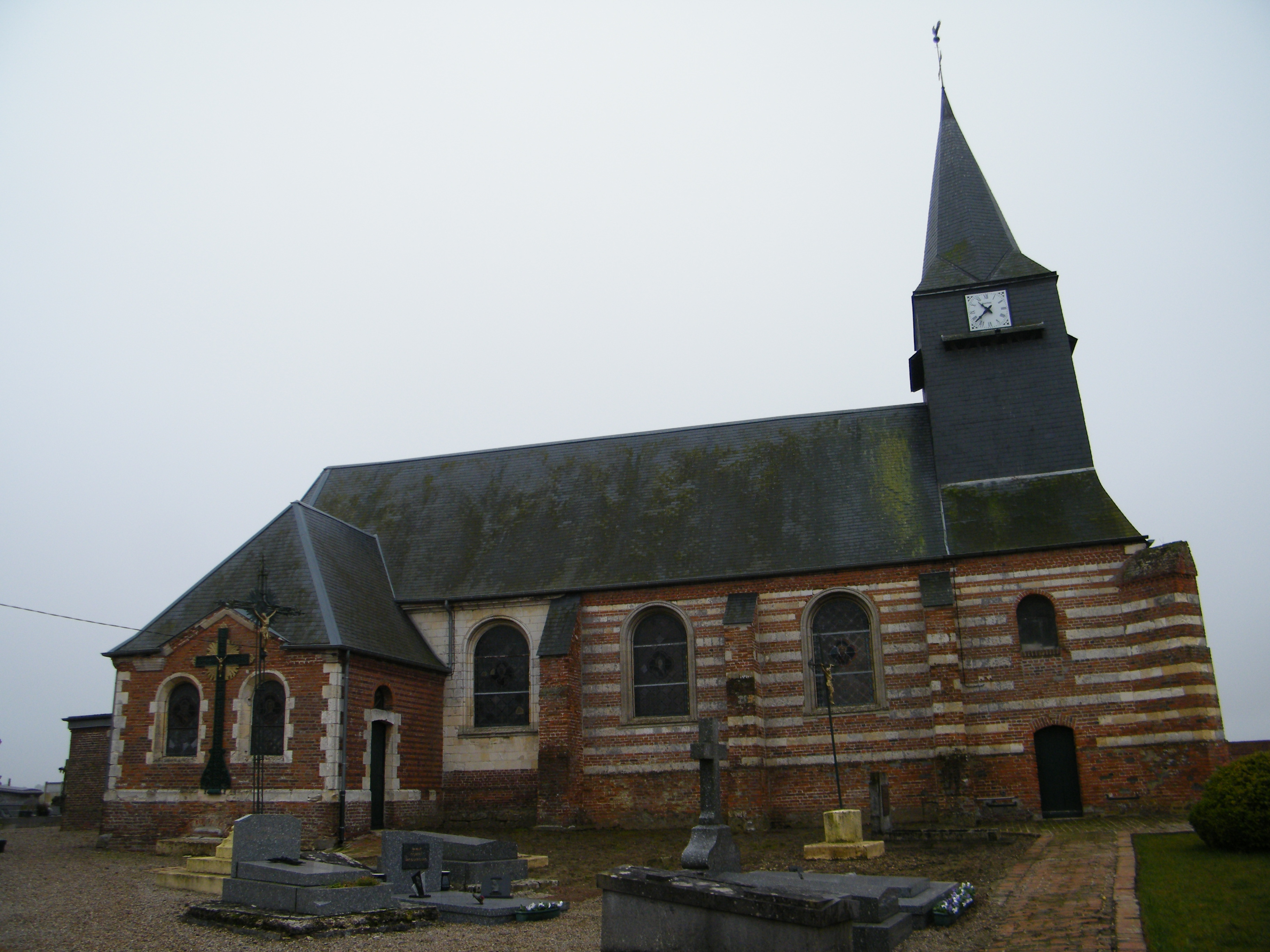
L'église Saint-Martin.
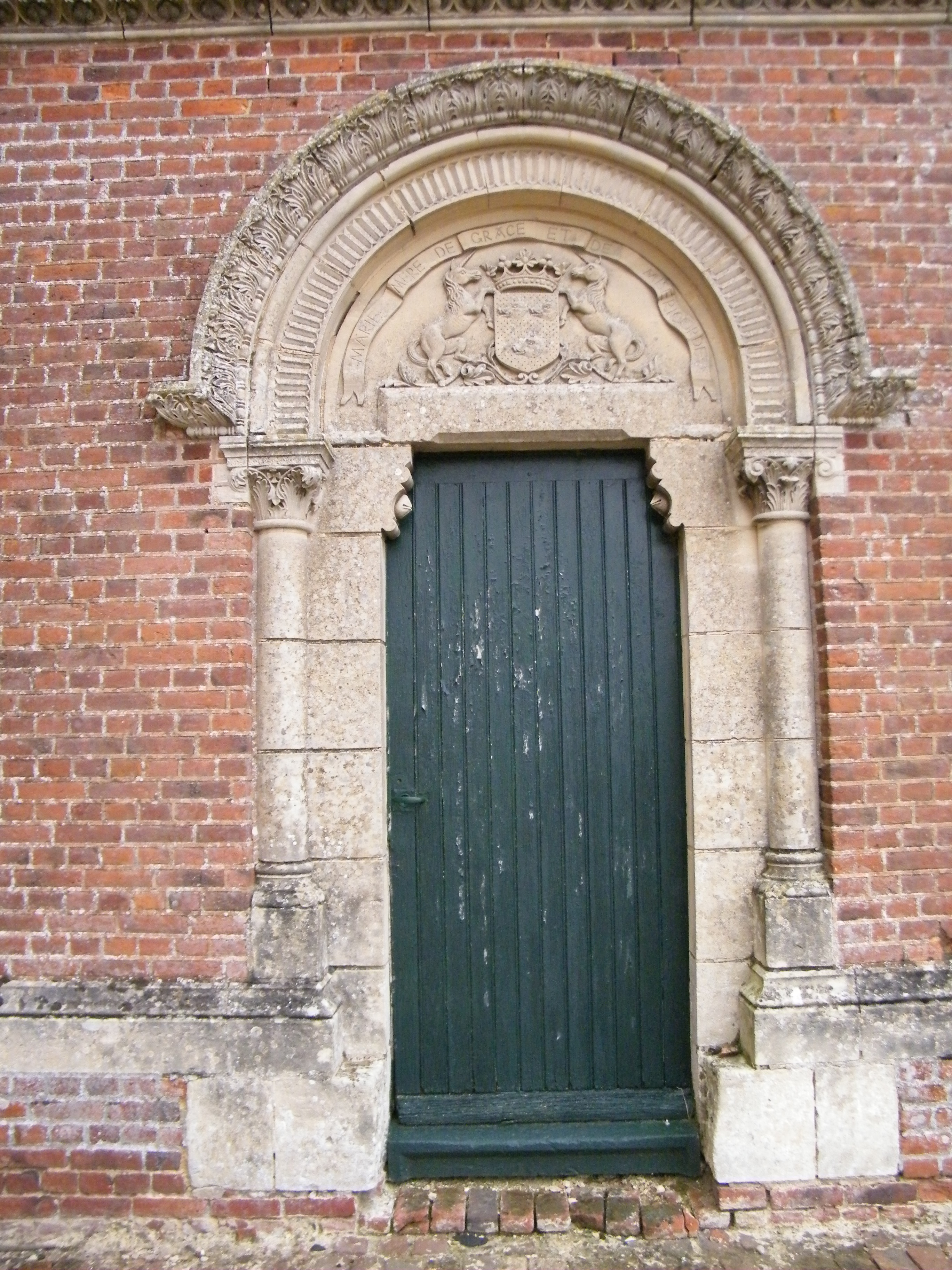
Portail de l'église.
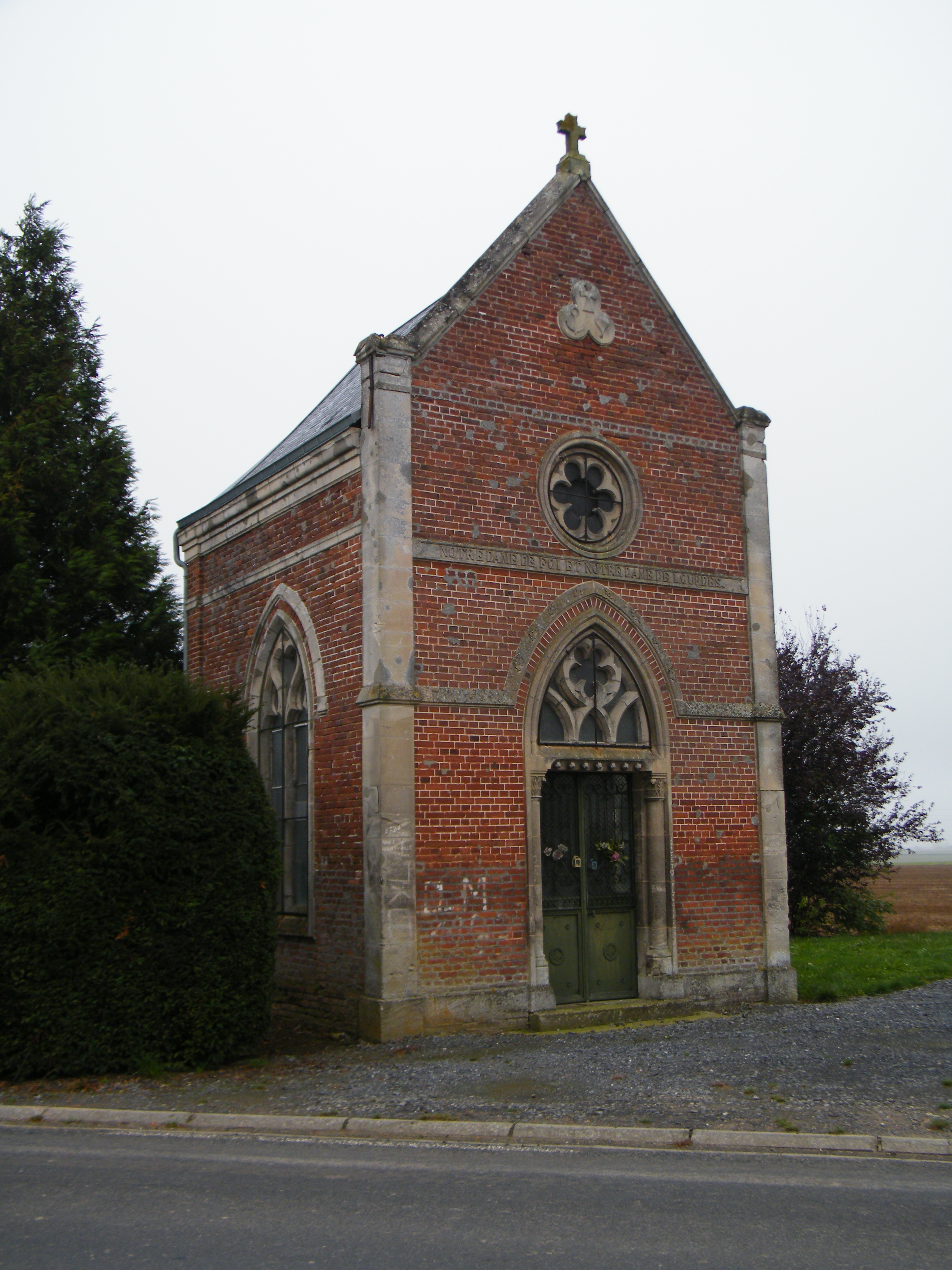
Chapelle en bord de rue.
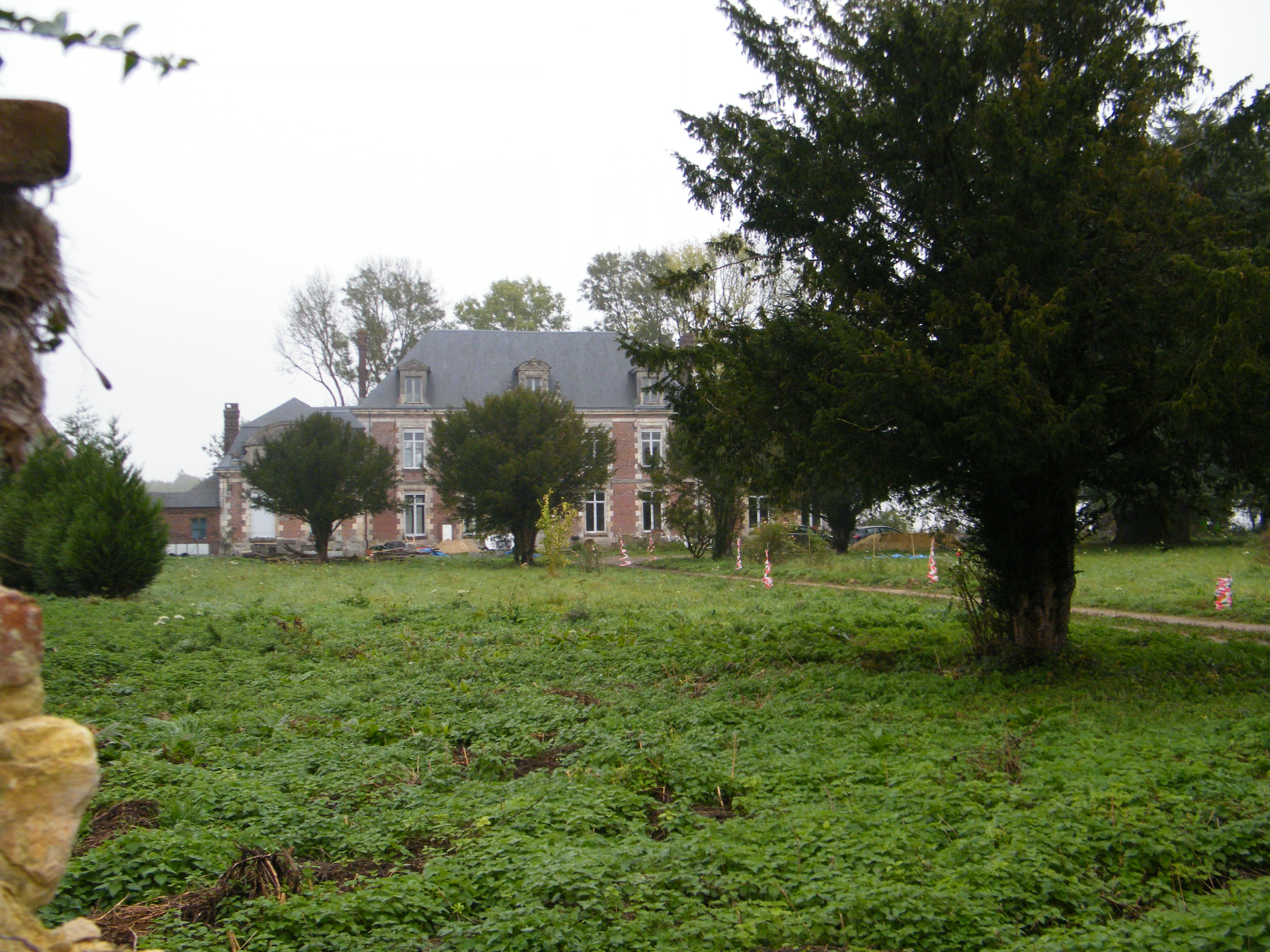
Masqué par les ifs, le château.

### Personnalités liées à la commune
- Georges Treffel (1873-1914), homme de lettres mort à Warvillers le 3 novembre 1914. Son nom est inscrit au Panthéon parmi les 560 écrivains morts au champ d'honneur pendant la Première Guerre mondiale.